# بيتي ألين
بيتي ألين (بالإنجليزية: Betty Allen)‏ هي معلمة موسيقى ومغنية أوبرا ومغنية أمريكية، ولدت في 17 مارس 1927 في كامبل في الولايات المتحدة، وتوفيت في 22 يونيو 2009 في فالهالا في الولايات المتحدة.

## وصلات خارجية
- بيتي ألين على موقع ميوزك برينز (الإنجليزية)
- بيتي ألين على موقع قاعدة بيانات برودواي على الإنترنت (الإنجليزية)
- بيتي ألين على موقع ديسكوغز (الإنجليزية)